# Pycnothele araraquara
Espèce
Pycnothele araraquara est une espèce d'araignées mygalomorphes de la famille des Pycnothelidae.

## Distribution
Cette espèce est endémique de l'État de São Paulo au Brésil,. Elle se rencontre vers Araraquara.

## Description
Le mâle holotype mesure 16,38 mm.

## Étymologie
Son nom d'espèce lui a été donné en référence au lieu de sa découverte, Araraquara.

## Publication originale
- Passanha, Indicatti, Brescovit & Lucas, 2014 : Revision of the spider genus Pycnothele (Araneae, Nemesiidae). Iheringia, Série Zoologia, vol. 104, no 2, p. 228-251 (texte intégral).